# والتر جی. کارابیان
والتر جی. کارابیان (ارمنی: [] Error: {{Lang}}: فاقد متن (راهنما); انگلیسی: Walter J. Karabian؛ زادهٔ ۱۴ مارس ۱۹۳۸) وکیل و سیاستمدار ارمنی‌تبار اهل ایالات متحده است که از سال ۱۹۶۹ تا ۱۹۷۹ عضو مجلس ایالتی کالیفرنیا بود. وی عضو حزب دموکرات می‌باشد.

## زندگی‌نامه
در ۱۴ مارس ۱۹۳۸ در فرزنو، کالیفرنیا به دنیا آمد و از دانشگاه کالیفرنیای جنوبی فارغ‌التحصیل شد. 